# Хуго-Уго
Хуго-Уго - російський панк-рок гурт з Тольятті, що існував з 1990 до 2007.

## Історія
Гурт «Хуго-Уго» був заснована в Тольятті в травні 1990-го року художниками Володимиром Краснощоковим та Олексієм Кондратьєвим. Спочатку гурт навіть не мав назви та був повністю акустичним.
Перший склад гурту: Володимир Краснощоков — вокал; гітара; Олексій Кондратьєв — вокал, перкусія, дитяча гармошка; Юрій Палій - перкусія; Ліля Сорокіна — флейта. Основну частину пісень писав Володимир Краснощоков. Частину пісень писав і виконував Олексій Кондратьєв.
В липні того ж року до гурту приєднався гітарист Максим Котомцев. Назву «Хуго-Уго» вигадав Олексій Аляпкін (1974-2013), за його словами, це була своєрідна данина поваги гурту Pere Ubu.
Було записано два альбоми — «Ритм-н-блюз», «Два солнца, две луны». По звучанню і стилістиці — це акустичний російський рок. відчувається вплив  «Зоопарка» та «Аквариума». Влітку 1991 року був записаний альбом «Дельтаплан», де на барабанах грав Григорій Кузін, що став з того часу звукооператором групи. На басу — Олексій Кожанов (зараз — басист групи «Мельница»). Підспівки — Алла Сорокіна. Через два тижні після запису альбому Максим Котомцев наклав партію соло-гітари.
В 1991-му році гурт активно виступає на майданчиках Тольятті, бере участь в міських рок-фестивалях і в вересні 1991 року гурт виступив на фестивалі «Самый плохой» в Самарі. На той час до групи приєднався барабанщик Павло Шпуров, однокласник Максима Котомцева. На вокалі була Алла Сорокіна.
З цього моменту — класичне звучання «Хуго-Уго»: Максим Котомцев — вокал, гітара; Володимир Краснощоков — бас; Павло Шпуров — барабани. За стилістикою це кардинально відрізняється від раннього «Хуго-Уго». Це вже похмурий гаражний пост-панк.
Після фестивалю «Самый плохой» був записаний альбом «Моторолер».
В кінці 1991 року Максим Котомцев записав альбом «Непростительно для королевы», Який, по суті, був його сольником. Після запису Максим знищив оригінал запису, проте залишилося кілька копій і альбом був збережений. Паралельно Максим організував пост-панковский нойзових проєкт «Мёртвые Парижские Куртизанки Коммуникация 69», пізніше - «Railroad Underground».
У травні-червні 1992-го року були записані альбоми «Мне так страшно», «Я не понял ничего», в яких більшість пісень написав Максим Котомцев.
Влітку 1992 року наклав на себе руки барабанщик Павло Шпуров (1969-1992), після його смерті нетривалий час в урті на барабанах грав Володимир Коретіч.
На початку 1993 року гурт розпався. Кожен зайнявся сольними проєктами.
Володимир Краснощоков записувався з гуртом «Доппельбок», Максим Котомцев з музикантами гурту «Дарага». Олексій Кондратьєв з 2001-го року — вокаліст гурту «Похоть».
Також музиканти «Хуго-Уго» (Максим Котомцев і Володимир Краснощоков) ще в 1991 році спільно з тольяттинським поетом Дюшей Глібовичем (Айвенго) створили музичний проєкт «Хей Джуд Структура». Ранні альбоми «Хей Джуд Структури» в музикальному плані мало чим відрізняються від «Хуго-Уго», більш пізні витримані в дусі The Residents. Проєкт проіснував до 1999 року.
У 2001-2003 рр. тольяттінський музикант Олександр «Стед» Мухін зібрав, оцифрував і систематизував всю аудіо-спадщину «Хуго-Уго» раннього періоду.
У березні 2005 року завдяки зусиллям лідера гурту «Учитель Ботаники» Олексія Карманова «Хуго-Уго» зібралися знову. На барабани був запрошений басист гурту «Учитель Ботаники» Олександр Прохоров. Гурт почала активно репетирувати і виступати в клубах Тольятті.
Також Максим Котомцев брав участь у записі двох альбомів гурту «Похоть».
У 2006-му грав у гурті «Белканов-Бэнд». У 2006-2007 рр. Максим - клавішник в гурті «Учитель Ботаники».
15 серпня 2007 року Максим Котомцев помер від зупинки серця, не доживши 15 днів до 38 років.
З цього моменту гурт «Хуго-Уго» припинив своє існування.
У жовтні 2007 року в Тольятті та Самарі відбувся рок-фестиваль пам'яті Максима Котомцева.
У 2008 році лейблом «Ур-Реалист» був випущений CD «Мне так страшно» (компіляція з трьох альбомів - «Непростительно для королевы», «Мне так страшно» і «Концерт в Жигулёвске»). Також в 2008-му в Тольятті був випущений альбом «67 мм», заснований на репетиційних записах групи.
У 2009-2010 рр. саунд-гітарист групи «Учитель Ботаники» Михайло Льозін випустив 3 бутлег - «Добрые сказки» (2009), «На простреленном поле» (2009) і «Мама, прокляни мою боль!» (2010), складені з архівних записів «Хуго-Уго ».
У січні 2010 року в Тольятті пройшов артфестиваль пам'яті Максима Котомцева «Ещё один день».
У 2016 році на лейблі Выргород випущено подарункове видання альбому «67 мм».
У лютому 2019 року в Тольятті випущена книга текстів пісень Максима Котомцева «Голос твой издалека».
У квітні 2019 року в Ульяновську лейблом ORBITA на магнітофонних котушках обмеженим тиражем випущений збірник вибраних пісень — «Когда дожди встают стеной».

## Дискографія

### Офіційні альбоми
- 1991 Фак ю нау
- 1991 Сессия у Джорджа
- 1993 Тень
- 1994 Спокойные дни
- 2003 Паштет. Редкости и прелести
- 2009 Добрые сказки
- 2009 На простреленном поле
- 2010 Мама, прокляни мою боль!

### Бутлеги
- 1991 Фак ю нау
- 1991 Сессия у Джорджа
- 1993 Тень
- 1994 Спокойные дни
- 2003 Паштет. Редкости и прелести
- 2009 Добрые сказки
- 2009 На простреленном поле
- 2010 Мама, прокляни мою боль!

### Сольні проєкти
- 1991 Максим Котомцев — 153 мили
- 1994 Володимир Краснощоков — Хижина дяди Тома